# Karl-Maria Kertbeny
Karl-Maria Kertbeny ou Károly Mária Kertbeny, né Karl-Maria Benkert à Vienne le 28 février 1824 et mort à Budapest le 23 janvier 1882, est un journaliste, écrivain, traducteur et militant des droits de l'homme hongrois germanophone. Il forgea les termes allemands « Homosexual » et « Heterosexual » en 1868, et « Homosexualität » en 1869, auxquels il opposa le terme « normalsexuel ».

## Biographie
Karl-Maria Kertbeny naquit à Vienne de parents artistes. Son père, Anton Benkert, était écrivain et sa mère, Charlotte Graf, était peintre. Deux ans après sa naissance, la famille s'installa à Budapest (Hongrie) pour prendre la direction d'un hôtel.
Alors que Kertbeny était jeune apprenti chez un libraire, un de ses amis proches, homosexuel, se suicida à la suite d'un chantage exercé sur lui. Kertbeny expliqua plus tard que c'était à la suite de cet épisode tragique qu'il avait ressenti une impérieuse nécessité à combattre cette forme d'injustice et qu'il s'était intéressé de près à l'homosexualité. Dans Corydon - Quatre dialoques socratiques, André Gide donne en 1924 une justification analogue à son entreprise (Premier dialogue, II).
Il affirma dans certains écrits avoir, pour sa part, une sexualité « normale » (sexuell normal), même si le témoignage apporté par les correspondances et journaux intimes conservés à la Bibliothèque nationale Széchényi suggèrent le contraire.

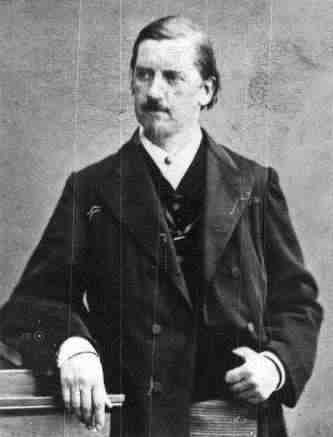
Karl-Maria Kertbeny

Quoi qu'il en soit, il publia de nombreux textes sur le sujet, motivé par un intérêt anthropologique et par la défense des droits de l'homme. Ainsi, il publia plusieurs pamphlets contre le paragraphe 143 du code pénal Prussien, condamnant l'homosexualité et qui devint au XXe siècle le paragraphe 175 du Code pénal allemand. Kertbeny y argua, après Voltaire et Jeremy Bentham, que les lois anti-sodomie étaient contraires aux droits de l'homme et que les actes sexuels privés, librement consentis entre adultes, ne devaient pas relever de lois pénales.
Il fut un précurseur dans le développement d'une série d'arguments en faveur de l'homosexualité, adoptant en l'espèce une posture de type libertarien avant-gardiste. Il affirmait par exemple que l'homosexualité était un état inné et permanent, argument repris plus tard sous le terme de « modèle médical » de l'homosexualité, qui allait à l'encontre à la fois de l'idée encore répandue à l'époque que la sodomie relevait du seul vice et de l'opinion selon laquelle il s'agissait d'un goût dont il ne fallait pas discuter.
En 1878, il contribua au chapitre sur l'homosexualité de l'ouvrage La Découverte de l'âme (Die Entdeckung der Seele) du naturaliste Gustav Jäger. Ce chapitre fut refusé par l'éditeur, qui le trouvait trop controversé, mais Jäger utilisa néanmoins la terminologie de Kertbeny dans le reste de l'ouvrage. Le psychiatre austro-hongrois Richard von Krafft-Ebing reprend cette terminologie dans son ouvrage Psychopathia sexualis en 1886, popularisant ainsi les termes qui seront repris en français, « homosexuel » (en 1891) et « hétérosexuel » (en 1893).
Kertbeny a traduit l'œuvre de nombreux poètes et écrivains hongrois en langue allemande, parmi lesquels Sándor Petőfi (cette traduction fut relue par Nietzsche), János Arany et Mór Jókai. Il compta de nombreux amis ou relations tels qu'Heinrich Heine, Karl Marx, George Sand, Alfred de Musset, Charles Baudelaire, Pierre-Joseph Proudhon, Hans Christian Andersen et les frères Grimm.
Il mourut à Budapest le 23 janvier 1882, probablement des suites d'une syphilis contractée à l'âge de 38 ans.
L'écrivain et historien de la littérature Lajos Hatvany écrivit à son propos qu'il fut un des meilleurs et un des plus injustement oubliés des auteurs hongrois. Son nom apparaît à plusieurs reprises dans la Correspondance Marx-Engels : « cet âne de Kertbeny » (lettre de Marx, 3 juin 1864), « voyons s'il peut nous servir à quelque chose » (lettre de Engels, 2 février 1868), ce qui en fait le prototype de l'idiot utile.
Sa tombe a été identifiée en 2001 par la sociologue Judit Takács (en) au cimetière de Kerepesi au centre-est de Budapest. La communauté gay lui a érigé une pierre tombale et, depuis 2002, y dépose tous les ans une couronne funéraire.

## Œuvre

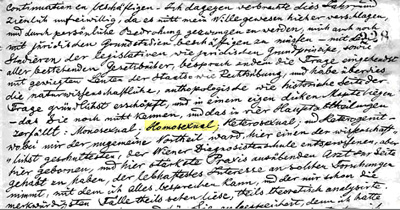
Première apparition des mots « Homosexual » et « Heterosexual » dans une lettre manuscrite de Kertbeny en 1868 (Bibliothèque Nationale de Hongrie)

- Karl Maria Kertbeny, Schriften zur Homosexualitätsforschung (présenté par Manfred Herzer), Rosa Winkel Verlag, Berlin 2000.  (ISBN 3-86149-103-6)